# Bilar (Bohol)
Bilar è una municipalità di quinta classe delle Filippine, situata nella Provincia di Bohol, nella Regione del Visayas Centrale.
Bilar è formata da 19 baranggay:
- Bonifacio
- Bugang Norte
- Bugang Sur
- Cabacnitan (Magsaysay)
- Cambigsi
- Campagao
- Cansumbol
- Dagohoy
- Owac
- Poblacion
- Quezon
- Riverside
- Rizal
- Roxas
- Subayon
- Villa Aurora
- Villa Suerte
- Yanaya
- Zamora

## Galleria d'immagini

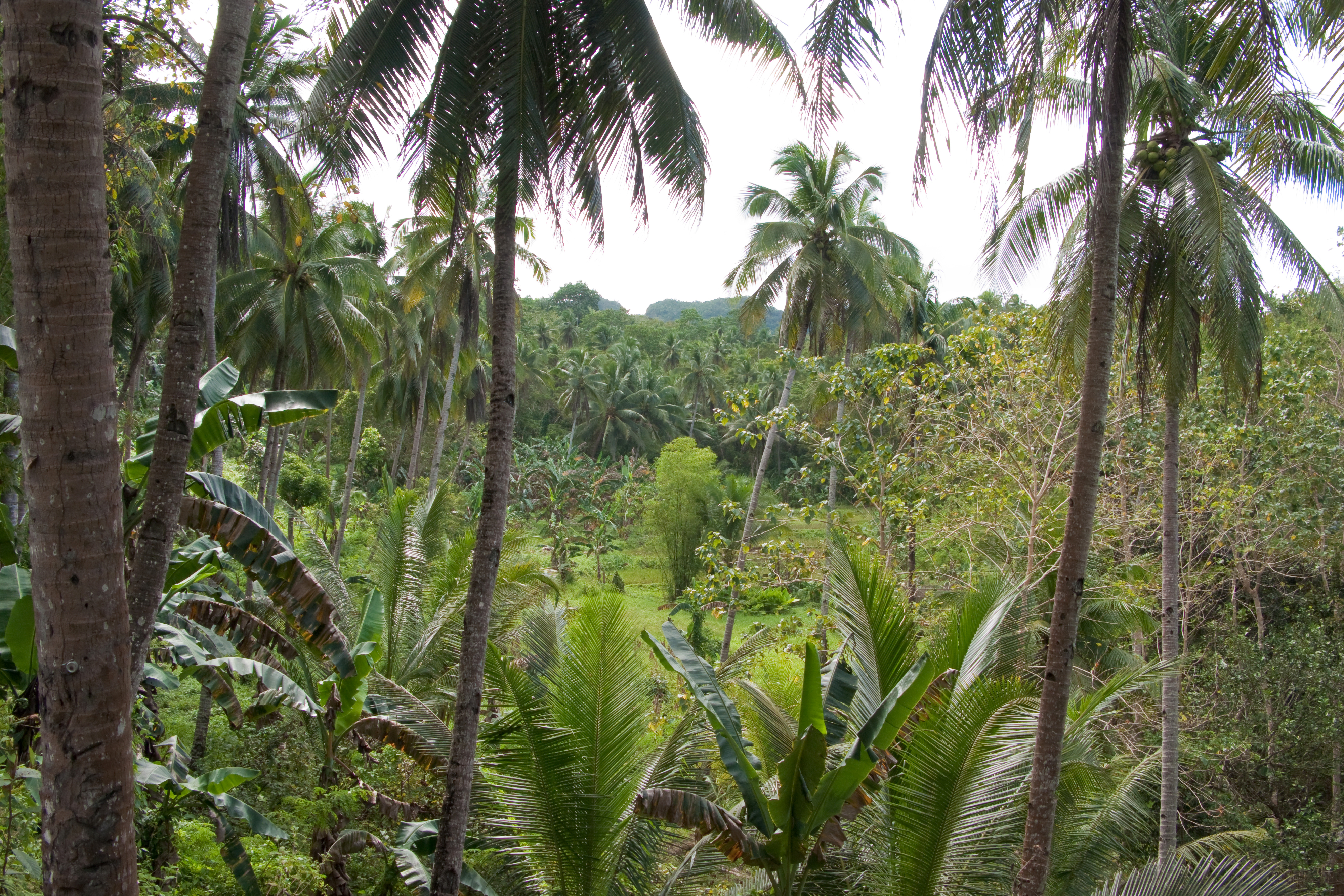
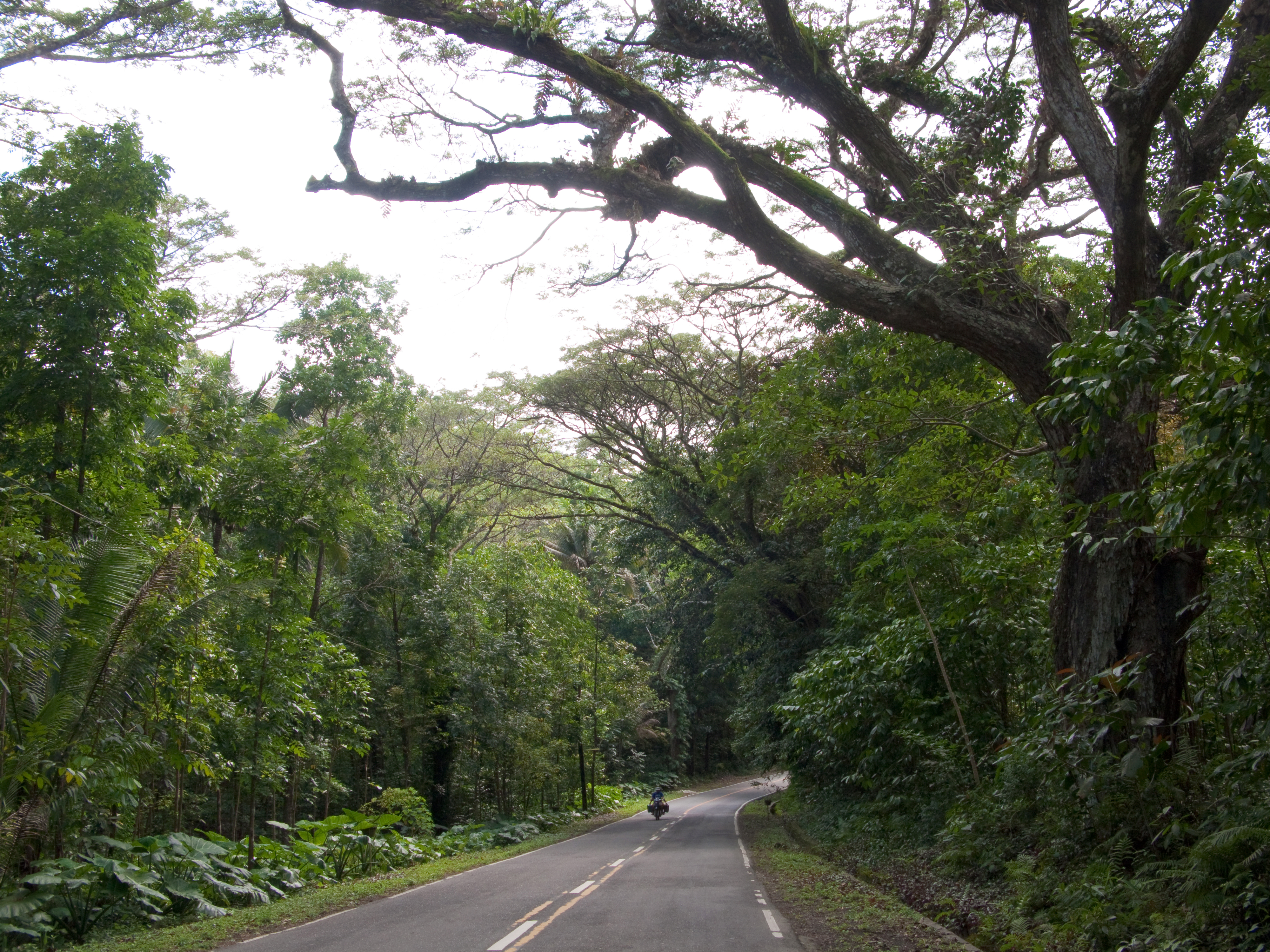
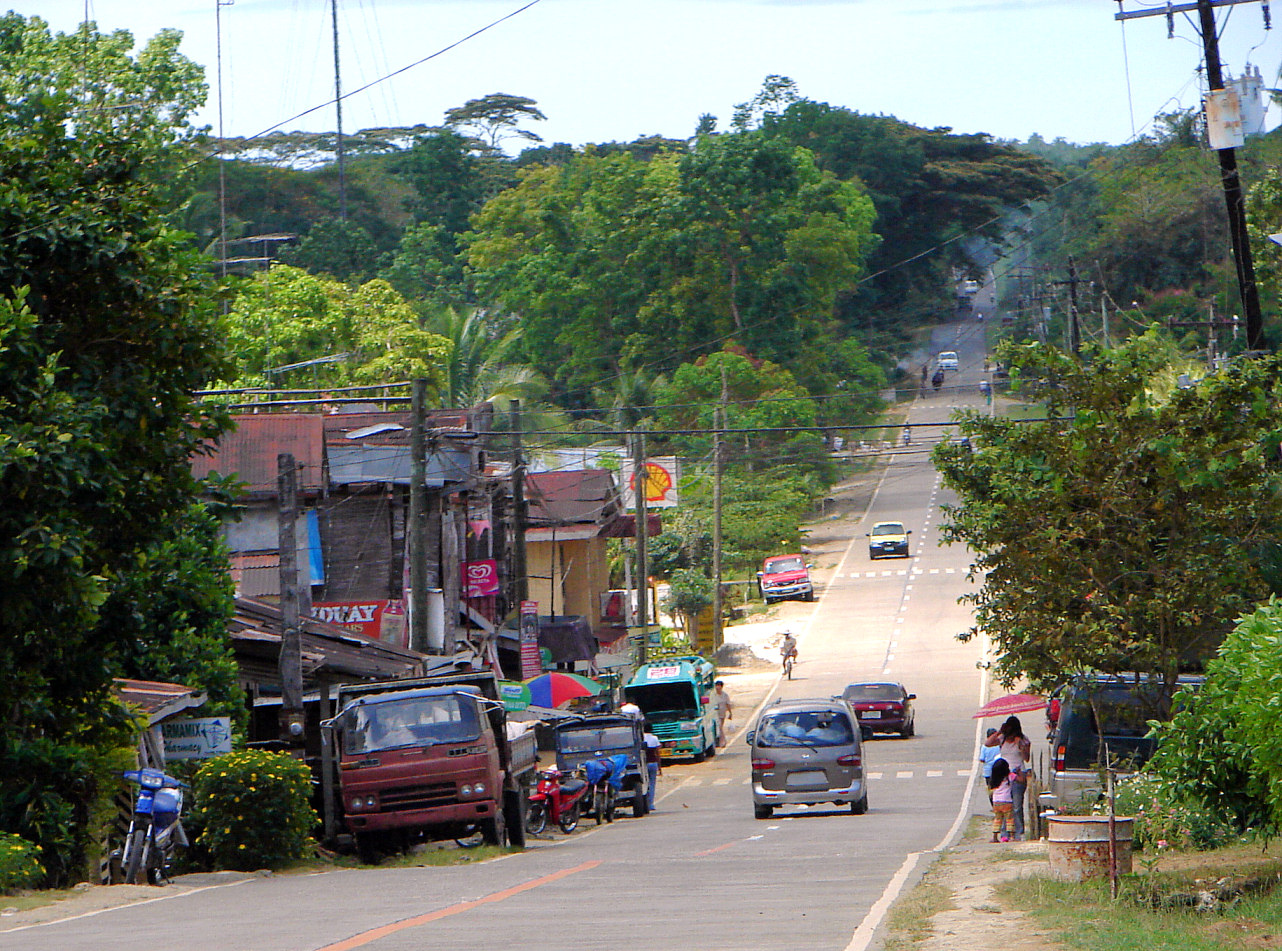
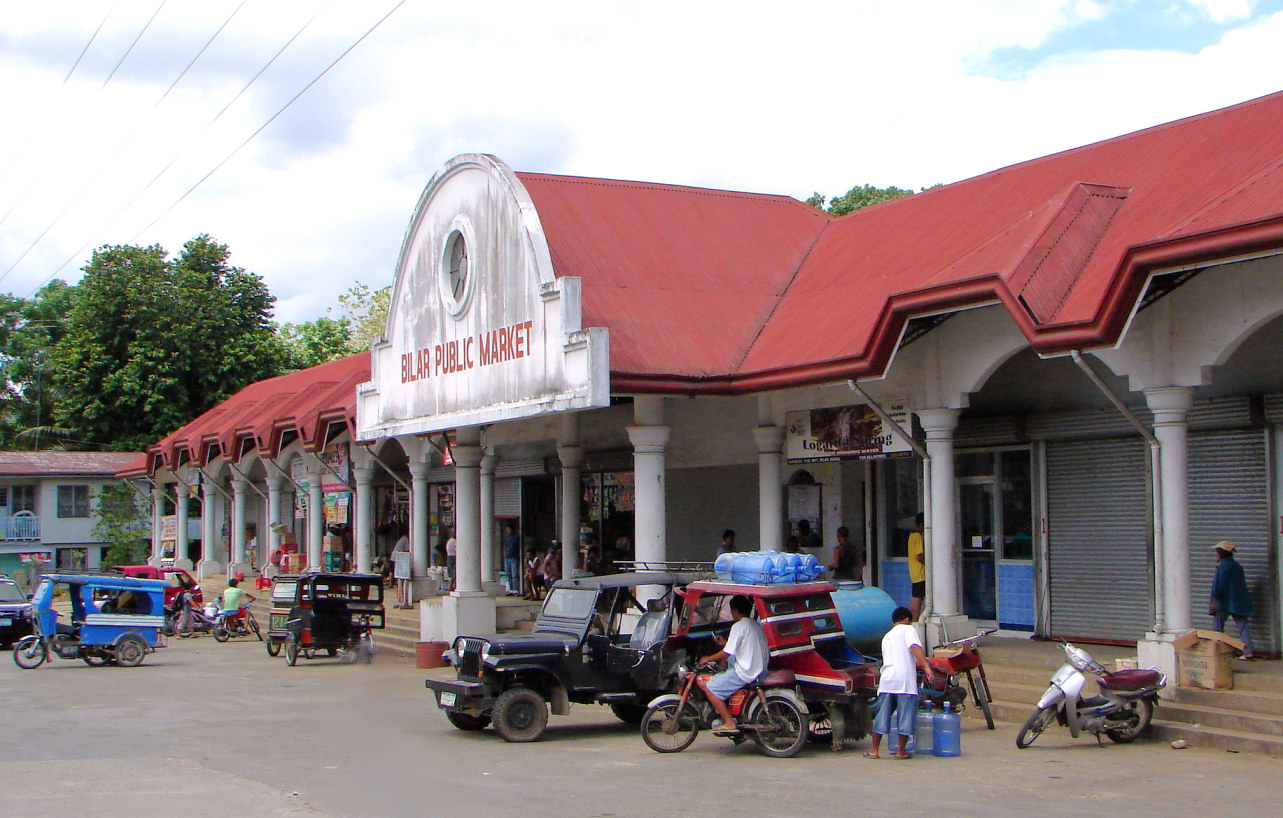
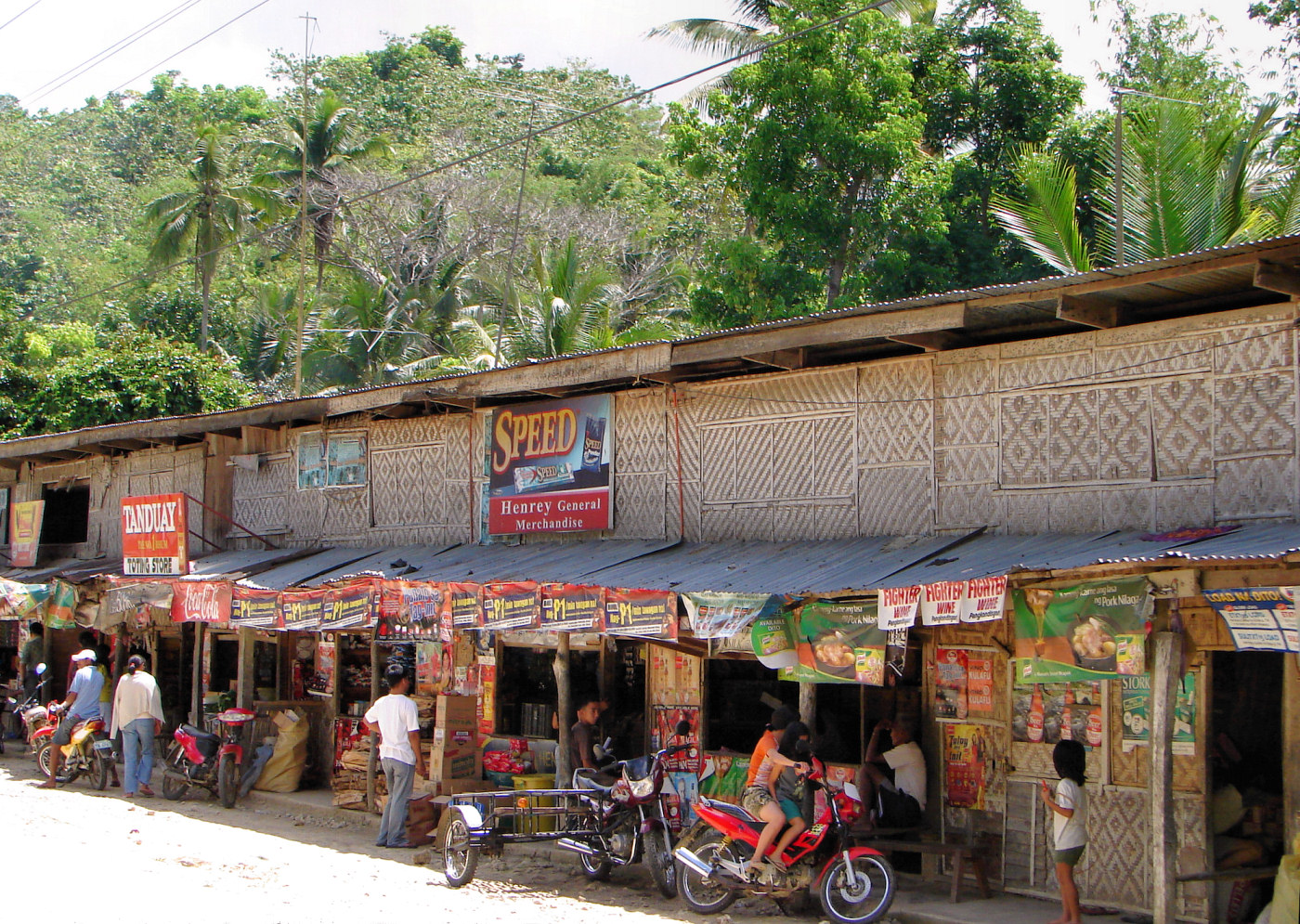